# Vagdavercustis

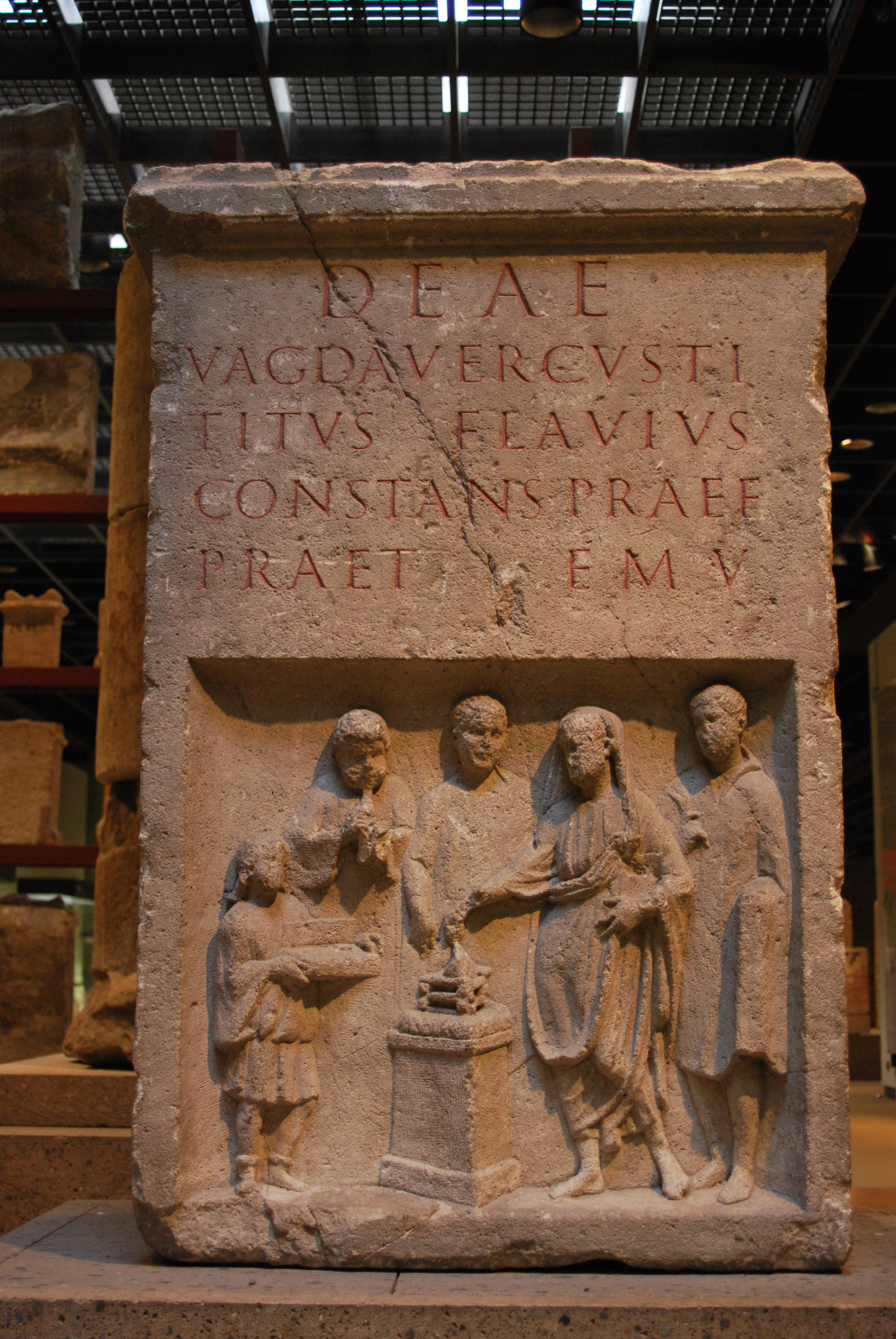
Weihaltar des T. Flavius Constans. Ausgestellt ist der Altar im Römisch-Germanischen Museum Köln. Inventar-Nr: 670.

Vagdavercustis war eine germanische Göttin, die in der römischen Kaiserzeit vor allem am Niederrhein verehrt wurde. Sie wird als eine Kriegs- oder Göttin des Kampfes gedeutet.

## Geographische Verbreitung
Inschriftlich überliefert ist der Name der Gottheit auf insgesamt acht Votivsteinen- und Platten. Das Kerngebiet der Verehrung der Vagdavercustis ist augenscheinlich der Niederrhein, hier wurde das Gros der bislang bekannten Weihungen gefunden. In der Nähe von Kalkar wurde ein Tempel gefunden, der ihr geweiht war. Zwei der acht bekannten Fundstellen liegen außerhalb des Rheinlandes, wobei eine Weihung in Nordengland am Hadrianswall (Carrawburgh), eine weitere in der pannonischen Tiefebene in Ungarn gefunden wurde. Nahezu alle Funde stehen archäologisch in einem militärischen Kontext und weisen einen Bezug zu am Niederrhein stationiertem römischen Militär auf.

## Votivsteine und Inschriften
Vagdavercutis wird in folgenden Inschriften genannt:
- Köln: CIL 13, 12057. Inschrift:

Deae / Vagdavercusti / Titus Flavius / Constans praef(ectus) / praet(orio) em(inentissimus) v(ir)
- Burginatium bei Kalkar–Altkalkar, AE 2003, 1227. Inschrift:

Va]gda/[ve]rcust[i] / [Ca]ndidiu[s] / [
- Harenatium bei Rindern: CIL 13, 8702. Inschrift:

[D]eae // VA//[g]daver/[c]usti [ // ] et suis v(otum) s(olvit) l(ibens) / Imp(eratore) n(ostro) IIII co(n)s(ule) 
- Rindern: CIL 13, 8703. Inschrift:

[Vagdav]ercust(i) / [sacr]um / [3]us Iustus / [3 leg(ionis)] XXX V(ulpiae) V(ictricis) / [pro se] et suis 
- Zetten-Hemmen, Niederlande: CIL 13, 8805. Inschrift:

Deae Vagdavercusti Sim[p]li/cius Super dec(urio) alae Vocontior(um) / exerci[t]uus Britannici 
- Monterberg bei Kalkar: CIL 13, 8662. Inschrift:

[. . . eques] ale Nor(icorum) Iuliu[s] Quint. Vagevercu(sti) vo(tum) so(lvit) l. l. m.
- Plumpton bei Penrith (Cumbria), England, AE 1911, 00131. Inschrift:

Omnibus / dibus(!) Unse/nis Fersome/ris Burcanius / Arcavius Vagda/varcustus Pou[1]/[1]c[1]arus vex(illationis) MA/VI [2 pr]o salute / sua et suorum v(otum) s(olverunt) l(ibentes) m(erito)
- Adony, Ungarn, AE 1935, 163. Inschrift:

Deae Vagdaevercusti M. Simplic(ius) Quietus trib. coh. III Batavorum (milliariae) equ(itatae) Antoninian(a)e
Alle Inschriften tragen lateinische Namen ihrer Stifter, der Weihestein von Plumpton ist die Ausnahme mit dem, nach Gutenbrunner, deutlich germanischen Personennamen Unsenis. Alle Stifter waren Soldaten.

Ein besonderes Zeugnis für die Verehrung der Vagdavercustis ist der 1909 in Köln gefundene Weihaltar. Im Jahre 165 n. Chr. stiftete Titus Flavius Constans, einer der beiden damaligen Präfekte der Prätorianergarde, der Göttin einen Altar, auf dem er in Opferkleidung ("cinctus Gabinus") bei einer Opferhandlung dargestellt ist (siehe Abbildung). Mark Aurel hatte den Präfekten vermutlich mit einer Sondermission beauftragt und nach Germanien entsandt. Nach anderer Interpretation könnte T. Flavius Bürger der Colonia Claudia Ara Agrippinensium gewesen sein. Der genaue Grund für die Weihung ist nicht bekannt. Der Votivstein ist aus Kalkstein gearbeitet und 1,17 × 0,82 × 0,43 Meter groß. Die Inschrift oberhalb des Bildreliefs lautet übersetzt:

„Der Göttin Vagdavercustis (von) Titus Flavius Constans, Praetorianerpraefekt, Angehöriger des Ritterstandes.“

## Vagdavercustisheiligtum auf dem Kalkarberg
Bislang ist lediglich eine der Göttin Vagdavercustis geweihte Tempelanlage bekannt. Das Heiligtum befindet sich auf dem Kalkarberg, einer Geländeerhebung zwischen Kleve und Kalkar, die Teil des Niederrheinischen Höhenzuges ist. Es besteht aus einem Gallo-römischen Umgangstempel, hypocaustierten Priesterunterkünften und einem Rechteckbau, der als Versammlungsraum der Gemeinde angesprochen wird. Im Jahr 2000 konnte der Tempelbezirk auf dem Kalkarberg archäologisch untersucht werden. Die Fundstelle war zuvor durch einen Sondengänger jahrelang begangen worden, bis dieser 1999 dem Amt für Bodendenkmalpflege den Fund eines Fragmentes einer überlebensgroßen Bronzestatue vorlegte und dessen Provenienz preisgab.
Die Ausgrabung zeigte, dass an diesem Ort vor allem römische Militärangehörige der in Vetera Castra stationierten Legio XXX Ulpia Victrix und Kavalleristen aus dem nahe gelegenen Burginatium die Göttin verehrten. Als Opfergaben weihten die Soldaten vornehmlich Waffen und militärische Ausrüstungsgegenstände.
Die Weihung der Anlage der Göttin Vagdavercustis belegen aufgefundene Inschriften.
Vom Inventar und von den Weihegegenständen fanden die Archäologen an der Ausgrabungsstätte neben Tonscherben nur noch zerkleinerte Metallfragmente. Offensichtlich war das Heiligtum in der Spätantike aufgegeben und das Metall eingeschmolzen worden.

## Deutung
Die Deutung der Göttin in ihrer Funktion hängt von den unterschiedlichen etymologischen und onomastischen Interpretationen ab und ist nicht ganz geklärt. Seit Rudolf Much wird der Name und in der Folge die Funktion und das Wesen der Vagdavercustis von den Grundelementen des Namenskompositums aus den Gliedern Vagda- und  -ver[custis] als eine Kriegsgöttin gedeutet, und speziell als eine Gottheit, die den Mut und die Kampfeslust fördert. Das germanische Erstglied vagda wird vom lateinischen virtus abgeleitet, woraus sich eine Deutung der Vagdavercustis als Göttin der kriegerischen Tüchtigkeit ergibt.